# Télécip
Pour l’article homonyme, voir Télécip production.
Télécip est une société française de production d'animation fondée en 1963 et dissoute en 2014.

## Historique
En 1993, Telfrance  rachète Télécip et sa filiale Belle Productions.

## Productions

### Longs métrages de fictions
- 1973 : Au rendez-vous de la mort joyeuse
- 1974 : Les Suspects
- 1974 : Vos gueules, les mouettes !
- 1975 : Au-delà de la peur
- 1981 : Malevil
- 2000 : Nationale 7
- 2001 : Clément

### Téléfilms
- 1973 : La Ligne d'ombre
- 1978 : Les Chemins de l'exil ou Les dernières années de Jean-Jacques Rousseau
- 1978 : Claudine à Paris
- 1981 : Non-Lieu
- 1982 : Les Affinités électives
- 1992 : Adieu mon fils - 2 épisodes
- 1992 : Le Fils d'un autre
- 1992 : La Guerre blanche
- 1992 : Princesse Alexandra - 2 épisodes
- 1994 : L’ombre du soir
- 1999 : Un Camion pour deux
- 1999 : La Bascule - 2 épisodes
- 2000 : La Chambre des magiciennes
- 2000 : Les Yeux fermés
- 2000 : Sur quel pied danser ?
- 2001 : Grosse bêtise
- 2001 : Sa mère, la pute
- 2001 : Tania Boréalis ou l’étoile d’un été
- 2001 : La Visite
- 2002 : La Grande brasserie
- 2002 : Le Miroir d'Alice - 2 épisodes
- 2002 : Papa, maman s'ront jamais grands
- 2003 : Les Beaux jours
- 2003 : Le Gang des poupées
- 2006 : Aller-retour dans la journée
- 2006 : Le Sang des fraises
- 2010 : C'est toi, c'est tout
- 2010 : Comment va la douleur ?
- 2012 : La Femme cachée

### Séries 90 minutes
- 1973 : Docteur Caraïbes - 4 épisodes
- 1982 : Mozart
- 1988 : Cinéma - 4 épisodes
- 1997 : Les Filles du maître de chai - 3 épisodes
- 1998 à 2014 : Louis la Brocante - 44
- 1998 : Les Moissons de l'océan - 4 épisodes
- 2002 à 2011 : Sœur Thérèse.com - 21 épisodes
- 2011 : Le Sang de la vigne - en cours

### Séries et Feuilletons télévisés
- 1971 : Aux frontières du possible saison 1
- 1971 : Les Aventures du capitaine Lückner
- 1971 : Madame êtes-vous libre ?
- 1971 : Les Nouvelles Aventures de Vidocq
- 1972 : La Demoiselle d'Avignon
- 1972 : L'homme qui revient de loin
- 1973 : Le Jeune Fabre
- 1973 : Molière pour rire et pour pleurer
- 1974 : À dossiers ouverts
- 1974 : Aux frontières du possible saison 2
- 1974 : Les Brigades du Tigre
- 1976 : Les Douze Légionnaires
- 1976 : L'Homme d'Amsterdam
- 1976 : Nick Verlaine ou Comment voler la Tour Eiffel
- 1976 : La Vie de Marianne
- 1978 : La Couronne du diable
- 1978 : Voltaire, ce diable d'homme
- 1978 : Histoire du chevalier Des Grieux et de Manon Lescaut
- 1978 : Mazarin
- 1979 : Pour tout l'or du Transvaal
- 1979 : Le Roi qui vient du sud
- 1980 : Tarendol
- 1980 : Les Visiteurs
- 1981 : Salut champion
- 1981 : La Double Vie de Théophraste Longuet
- 1984 : Ma fille, mes femmes et moi
- 1984 : La Mafia
- 1984 : Le Mystérieux Docteur Cornélius
- 1985 : Châteauvallon
- 1986 : Le Privé
- 1989 : Bonne Espérance
- 1989 : Le Grand Secret
- 1991 : Napoléon et l'Europe
- 1999 : La Crèche
- 2008 : Adresse inconnue

### Documentaires
- 1969 : Sylvie à L'Olympia
- 1977 : Le Risque de vivre
- 1981 : Ces malades qui nous gouvernent

### Animation
- 1972 : La Linea
- 1976 : Gribouille
- 1979 : Ludo, Filo et Robo
- 1979 : Philivert le Globur

### Émissions jeunesses
- 1974 : L'Île aux enfants (1976-1982)

### Longs métrages d'animation
- 1982 : Les Maitres du temps